# منشأة عطيفة
قرية منشاة عطيفة هي إحدى القرى التابعة لمركز سنورس في محافظة الفيوم في جمهورية مصر العربية. حسب إحصاءات سنة 2006، بلغ إجمالي السكان في منشاة عطيفة 2744 نسمة، منهم 1314 رجل و1430 امرأة.